# Gwyneth Paltrow
Gwyneth Kate Paltrow (* 27. září 1972 Los Angeles, Kalifornie, USA) je americká herečka, zpěvačka a podnikatelka. Proslavila se filmovou rolí ve snímku Zamilovaný Shakespeare (1998), za kterou získala Oscara za nejlepší ženský herecký výkon. Úspěchy slavila i ve filmech jako Emma (1996), Talentovaný pan Ripley (1999), Iron Man (2008) a dalších.
V roce 2008 založila značku Goop, zaměřenou na wellness a zdravý životní styl, která vyvolala řadu kontroverzí a je odborníky kritizována za propagaci pseudovědy.

## Rodina
- Otec: Bruce Paltrow – televizní a filmový producent a režisér
- Matka: Blythe Dannerová – herečka
- Bratr: Jake Paltrow – herec
- Manžel: Brad Falchuk – scenárista, režisér, producent
- Bývalý manžel: Chris Martin – britský rockový zpěvák, skupina Coldplay
- Dcera: Apple Blythe Alison Martin
- Syn: Moses Bruce Anthony Martin

## Biografie
Narodila se 27. září v kalifornském Los Angeles v USA herečce Blythe Danner a významnému hollywoodskému producentovi Bruceovi Paltrowovi. Její otec byl židovského původu. Vyrůstala v Santa Monice v Kalifornii, střední školu studovala v New Yorku na soukromé dívčí škole Spence School. Později vystudovala na Kalifornské univerzitě v Santa Barbaře v Kalifornii obor Historie umění. V prosinci 2003 se vdala za britského rockera Chrise Martina ze skupiny Coldplay. Svatební obřad se konal v jižní Kalifornii. 14. května 2004 se jim narodila dcera Apple Martin a 8. dubna 2006 syn Moses Martin. Dne 26. března 2014 ale oznámila, že chystá rozvod. V roce 2018 se provdala za Brada Falchuka.
Hovoří několika světovými jazyky, mj. francouzsky a španělsky.

## Herecká kariéra
Debutovala v roce 1991 ve filmovém muzikálu Křik, později v tomtéž roce obdržela malou roli od rodinného přítele Stevena Spielberga ve filmu Hook. Následovalo několik dalších vedlejších rolí, až přišla vedlejší role ve filmu Sedm, která jí zaručila pozornost médií. V době natáčení filmu Sedm se seznámila s hercem Bradem Pittem, se kterým se později zasnoubila, ale v roce 1997 se rozešli. Hlavní role se dočkala až v roce 1996 ve filmu Emma. V roce 1998 si za hrála v několika neméně úspěšných filmech, jako např. Srdcová sedma, Velké naděje (podle románu Charlese Dickense) nebo Dokonalá vražda, ale hlavní byla její role Violy de Lessepsové ve filmu Zamilovaný Shakespeare, která jí přinesla filmového Oscara za nejlepší ženský herecký výkon v hlavní roli. V době natáčení se nakrátko sblížila s hereckým kolegou Benem Affleckem. Ve své kariéře si zahrála ještě několik dalších pozoruhodných rolí.

## Jiné aktivity
- V roce 2000 nazpívala spolu Hueyem Lewisem píseň Cruisin k filmu Karaoke. Na soundtracku k filmu se pěvecky podílela až na 3 skladbách.
- V roce 2002 si zazpívala se zpěvačkou Sheryl Crow ve skladbě It's Only Love.
- Od května roku 2005 se stala tváří kosmetické značky Estée Lauder k parfémům kolekce Pleasures.[7]
- V roce 2008 založila firmu Goop, která se zaměřuje na alternativní medicínu a pseudomedicínu, za což je opakovaně kritizována. [8]
- V roce 2010 se objevila v americkém televizním seriále Glee v 7 epizodě 2 série, kde si zazpívala několik písní.
- V roce 2013 byla zvolena časopisem People jako nejkrásnější žena světa.
- V březnu 2023 svědčila v procesu o srážce na lyžích s optometristou v důchodu Terry Sandersonem, ke které došlo v lyžařském středisku v Utahu v roce 2016, a kdy mu měla údajně způsobit vážné zranění.[9][10] Porota se jednomyslně usnesla, že srážku nezavinila a není zodpovědná za zranění žalobce.[11][12][13]

## Filmografie

### Film
| Rok  | Název                         | Role                               | Poznámky |
| ---- | ----------------------------- | ---------------------------------- | --- |
| 1991 | Křik                          | Rebecca                            | |
| 1991 | Hook                          | Malá Wendy Darling                 | |
| 1992 | Trýznivé pochybnosti          | Angela Pritchard                   | |
| 1993 | Vražedné vztahy               | Carol Ann Fagot Applegarth Holland | |
| 1993 | V moci posedlosti             | Paula Bell                         | |
| 1993 | Kost a kůže                   | Ginny                              | |
| 1994 | Mrs. Parker a začarovaný kruh | Paula Hunt                         | |
| 1995 | Holé lebky                    | Studentka                          | nekreditovaná role |
| 1995 | Jefferson v Paříži            | Patsy Jefferson                    | |
| 1995 | Valentino                     | Lucy Trager                        | |
| 1995 | Sedm                          | Tracy Mills                        | |
| 1996 | Hard Eight                    | Clementine                         | |
| 1996 | The Pallbearer                | Julie DeMarco                      | |
| 1996 | Emma                          | Emma Woodhouse                     | |
| 1998 | Srdcová sedma                 | Helen Quilley                      | |
| 1998 | Velké naděje                  | Estella                            | |
| 1998 | Hush                          | Helen Baring                       | |
| 1998 | Dokonalá vražda               | Emily Bradford Taylor              | |
| 1998 | Zamilovaný Shakespeare        | Viola De Lesseps                   | Filmová cena MTV v kategorii nejlepší polibek (s Josephem Fiennesem) Oscar v kategorii nejlepší herečka Screen Actors Guild Award v kategorii nejlepší herečka v hlavní roli a nejlepší obsazení ve filmu Zlatý glóbus v kategorii nejlepší herečka – muzikál nebo komedie nominace – Filmová cena Britské akademie v kategorii nejlepší herečka v hlavní roli nominace – Filmová cena MTV v kategorii nejlepší herečka nominace – Teen Choice Award v kategorii nejlepší herečka ve filmu a nejlepší milostná scéna |
| 1999 | Talentovaný pan Ripley        | Marge Sherwood                     | |
| 2000 | Praktikantka                  | Samu sebe                          | nekreditovaná role |
| 2000 | Karaoke                       | Liv                                | |
| 2000 | Nahoru, dolů                  | Abby Janello                       | nominace – Filmová cena MTV v kategorii nejlepší polibek (s Benem Affleckem) |
| 2001 | Nepovedený večírek            | Skye Davidson                      | |
| 2001 | Taková zvláští rodinka        | Margot Tenenbaum                   | |
| 2001 | Těžce zamilován               | Rosemary Shanahan                  | nominace – Teen Choice Award v kategorii nejlepší herečka ve filmu – komedie |
| 2002 | Searching for Debra Winger    | Samu sebe                          | dokument |
| 2002 | Austin Powers – Goldmember    | Dixie Normous                      | cameo |
| 2002 | Posedlost                     | Maud Bailey                        | |
| 2003 | Letuška 1. třídy              | Donna Jensen                       | |
| 2003 | Sylvie                        | Sylvia Plath                       | |
| 2004 | Svět zítřka                   | Polly Perkins                      | nominace – Filmová cena MTV v kategorii nejlepší polibek (s Judem Law) |
| 2005 | Důkaz                         | Catherine                          | nominace – Zlatý glóbus v kategorii nejlepší herečka – drama |
| 2006 | Pochybná sláva                | Kitty Dean                         | |
| 2006 | Láska a jiné pohromy          | Hollywood Jacks                    | Cameo |
| 2006 | Hlava nehlava                 | Hope Finch                         | |
| 2007 | Hezké sny                     | Dora                               | |
| 2008 | Iron Man                      | Pepper Potts                       | nominace – Teen Choice Award v kategorii nejlepší herečka ve filmu – akční/dobrodružný |
| 2008 | Milenci                       | Michelle                           | |
| 2010 | Iron Man 2                    | Pepper Potts                       | nominace – Teen Choice Award v kategorii nejlepší herečka ve filmu – sci-fi |
| 2010 | Síla country                  | Kelly Canter                       | |
| 2011 | Glee: The 3D Concert Movie    | Holly Holliday                     | nekreditovaná role |
| 2011 | Nákaza                        | Beth Emhoff                        | |
| 2012 | Díky za ty dary               | Phoebe                             | |
| 2012 | Avengers                      | Pepper Potts                       | |
| 2013 | Iron Man 3                    | Pepper Potts                       | nominace – Critics' Choice Movie Award v kategorii nejlepší herečka v akčním filmu nominace – Teen Choice Award v kategorii nejlepší herečka ve filmu – sci-fi/fantasy |
| 2015 | Mortdecai: Grandiózní případ  | Johanna Mortdecai                  | nominace – Zlatá malina v kategorii nejhorší herečka |
| 2017 | Spider-Man: Homecoming        | Pepper Potts                       | |
| 2017 | Man in Red Bandana            | vypravěč (hlas)                    | dokument |
| 2018 | Avengers: Infinity War        | Pepper Potts                       | |
| 2019 | Avengers: Endgame             | Pepper Potts                       | |

### Televize
| Rok           | Název                      | Role                       | Poznámky                                                                      |
| ------------- | -------------------------- | -------------------------- | ----------------------------------------------------------------------------- |
| 1997          | Thomas Jefferson           | Jeffersonova vnučka (hlas) | limitovaný seriál                                                             |
| 1999 2001/11  | Saturday Night Live        | Samu sebe                  | 5 dílů                                                                        |
| 2000          | Clerks                     | Samu sebe (hlas)           | 1 díl                                                                         |
| 2008          | Spain... On The Road Again | Samu sebe                  | dokument, 13 dílů                                                             |
| 2010          | The Marriage Ref           | Samu sebe                  | díl: „Gwyneth Paltrow/Jerry Seinfeld/Greg Giraldo“                            |
| 2010–11; 2014 | Glee                       | Holly Holliday             | 5 dílů Cena Emmy v kategorii nejlepší hostující herečka v komediálním seriálu |
| 2011          | Who Do You Think You Are?  | Samu sebe                  | díl: „Gwyneth Paltrow“                                                        |
| 2012          | Úplně normální             | Abby                       | díl: „Pilot“                                                                  |
| 2014          | Terapie online             | Maya Ganesh                | 2 díly                                                                        |
| 2016          | Nightcap                   | Samu sebe                  | díl: „A-List Thief“                                                           |
| 2017          | Planet of the Apps         | Samu sebe                  | mentor                                                                        |
| 2019–dosud    | Politik                    | Georgina Hobart            | hlavní role, také výkonná producentka                                         |
| 2020          | The Goop Lab               | Samu sebe                  | také výkonná producentka                                                      |